# Hrvoje Vejić
Hrvoje Vejić (Metković, Croacia, 8 de junio de 1977) es un futbolista croata. Juega de defensa y su equipo actual es el Jadran LP de Croacia.

## Biografía
Vejić comenzó su carrera futbolística en el NK Zagreb. En su primera temporada entraba en el once titular con regularidad, disputó 23 partidos y marcó dos goles.
En 2001 se marchó a jugar al Hajduk Split. Con este equipo se proclamó campeón del campeonato de Liga en dos ocasiones. También ganó una Copa y dos Supercopas.
En 2005 fichó por su actual club, el FC Tom Tomsk ruso.

### Selección nacional
Ha sido internacional con la Selección de fútbol de Croacia en 2 ocasiones. Su debut como internacional se produjo el 7 de febrero de 2007 en un partido amistoso contra Noruega.
Fue convocado por su selección para participar en la Eurocopa de Austria y Suiza de 2008. Disputó un partido: Polonia 0 - 1 Croacia.

## Clubes
| Club                   | País    | Año       |
| ---------------------- | ------- | --------- |
| NK Zagreb              | Croacia | 1998-2001 |
| HNK Hajduk Split       | Croacia | 2001-2005 |
| FC Tom Tomsk           | Rusia   | 2005-2008 |
| Hajduk Split           | Croacia | 2009-2012 |
| Primorac 1929 (cedido) | Croacia | 2012      |
| Jadran LP              | Croacia | 2012-2015 |
| Zadar                  | Croacia | 2015      |
| Jadran LP              | Croacia | 2015-     |

## Títulos
- 2 Ligas de Croacia (Hajduk Split, 2004 y 2005)
- 1 Copa de Croacia (Hajduk Split, 2003)
- 2 Supercopas de Croacia (Hajduk Split, 2004 y 2005)